# Iv Koto Hilie
Iv Koto Hilie is een bestuurslaag in het regentschap Zuid-Pesisir van de provincie West-Sumatra, Indonesië. Iv Koto Hilie telt 9044 inwoners (volkstelling 2010).

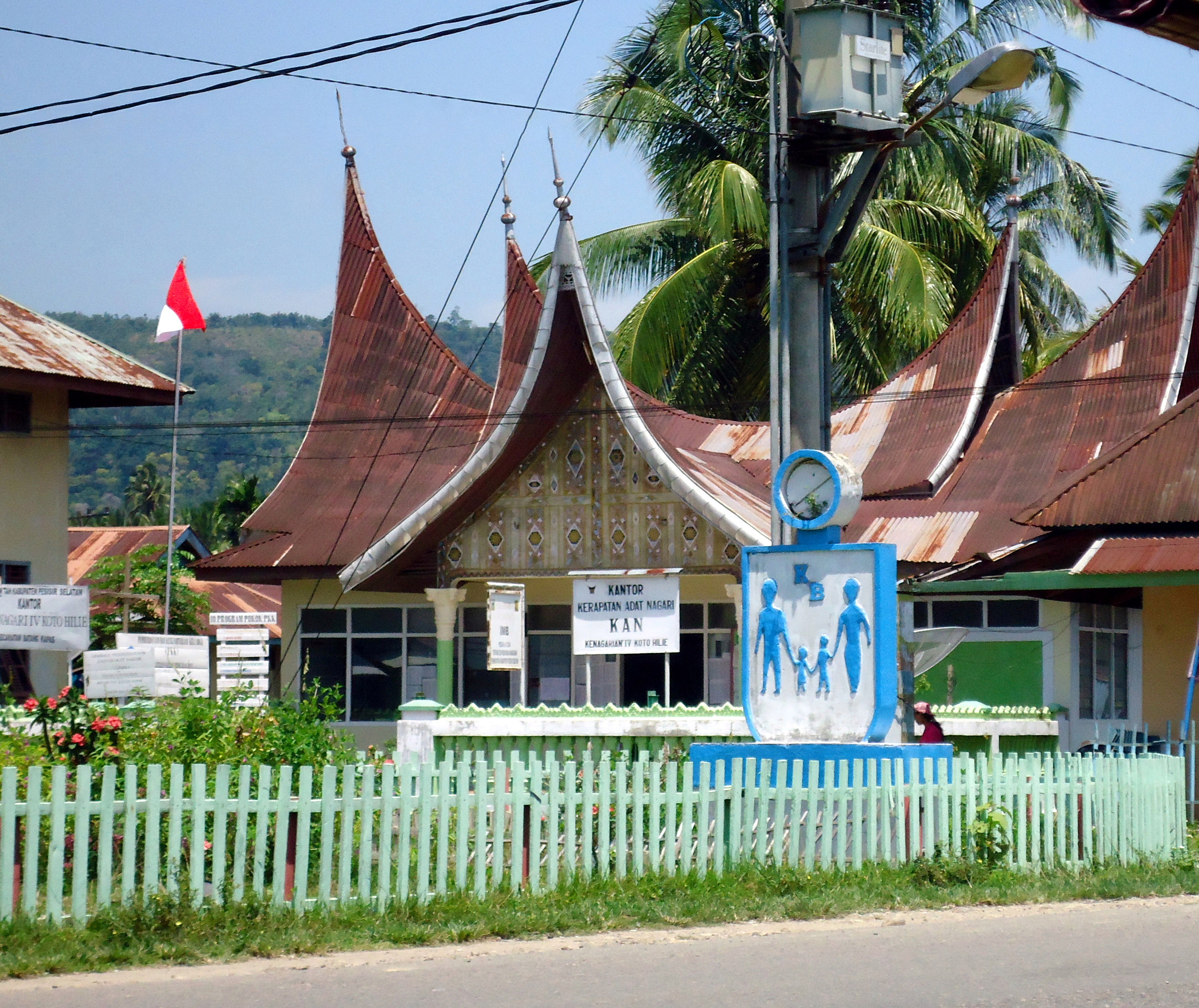
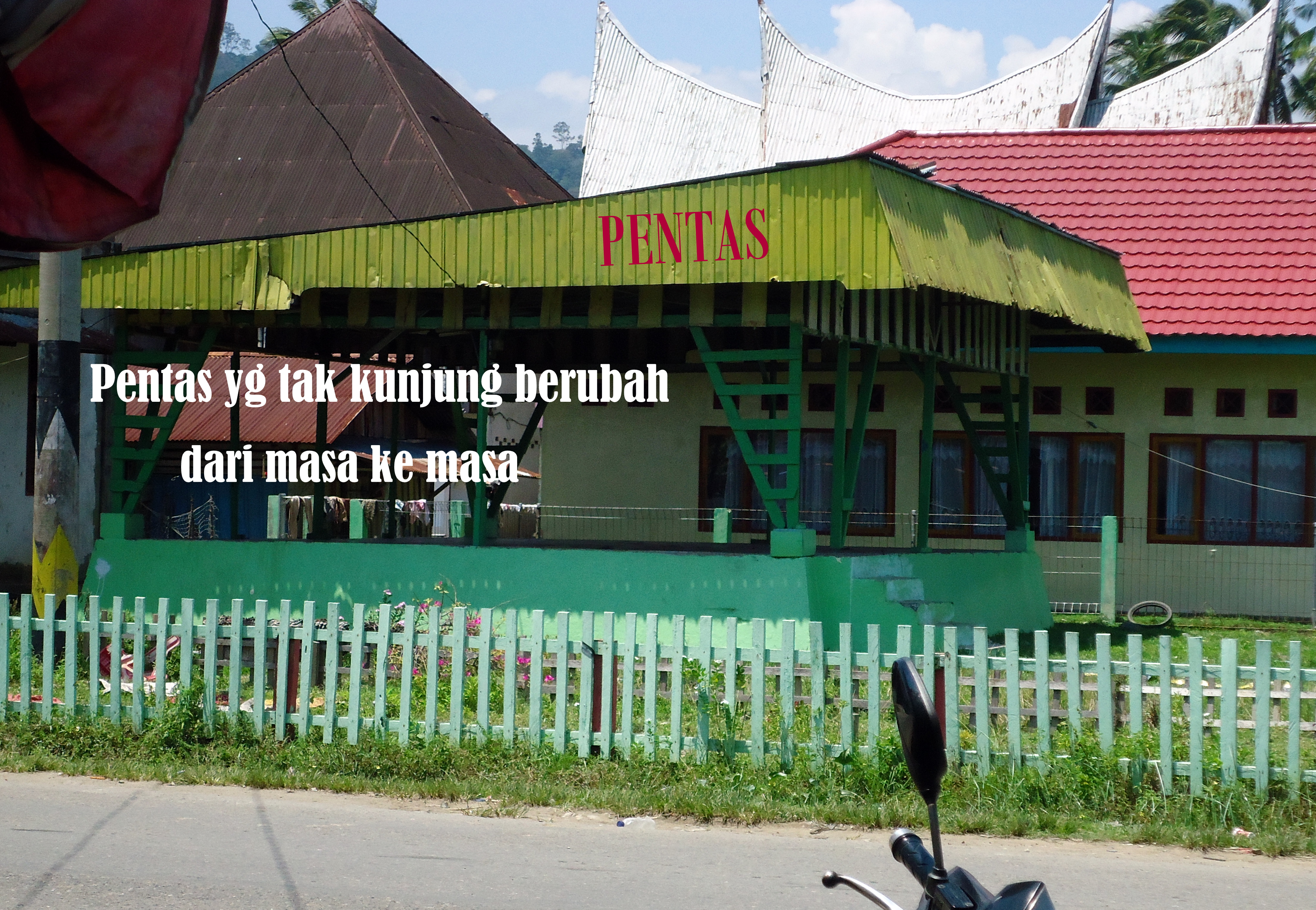
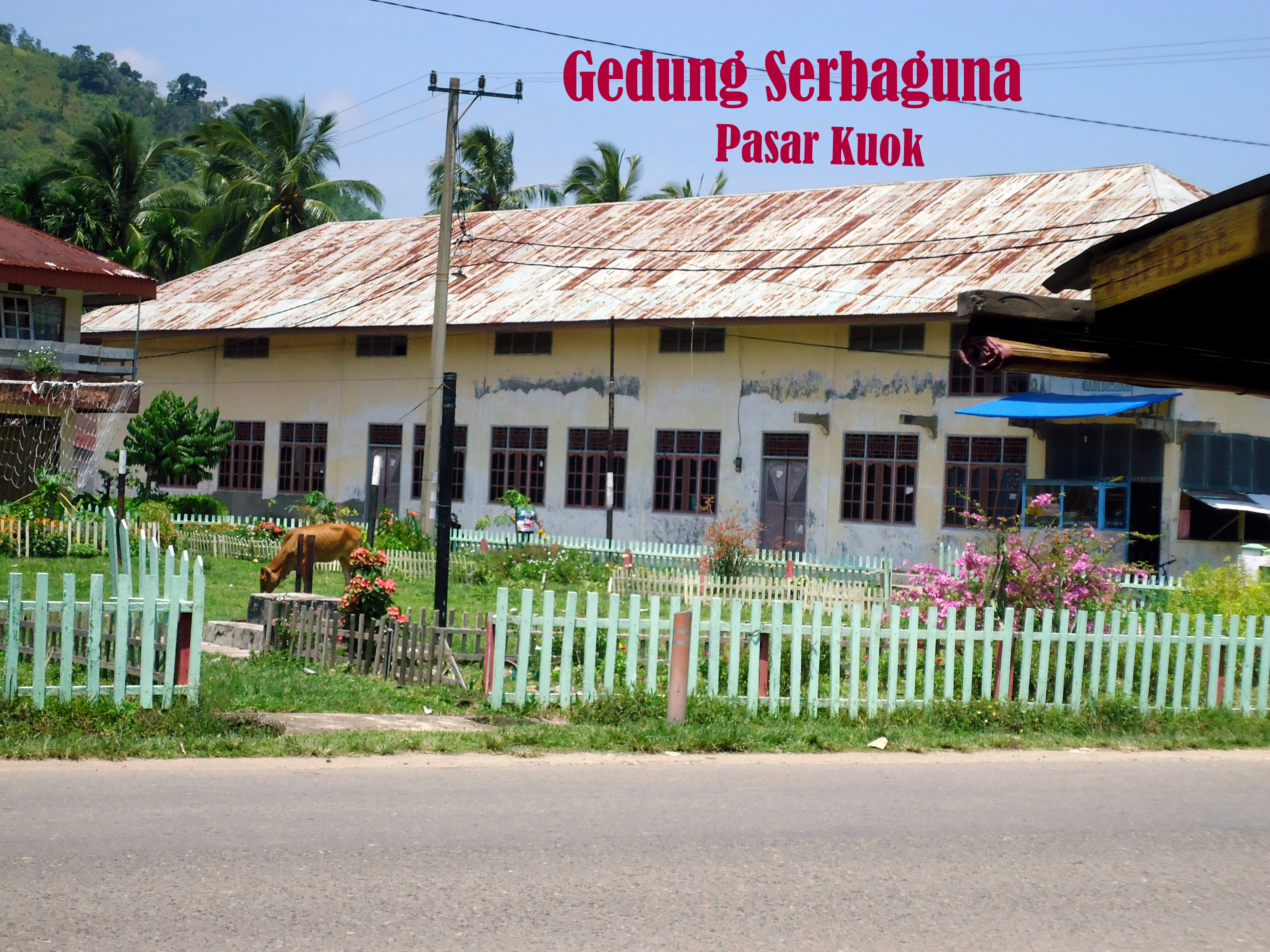
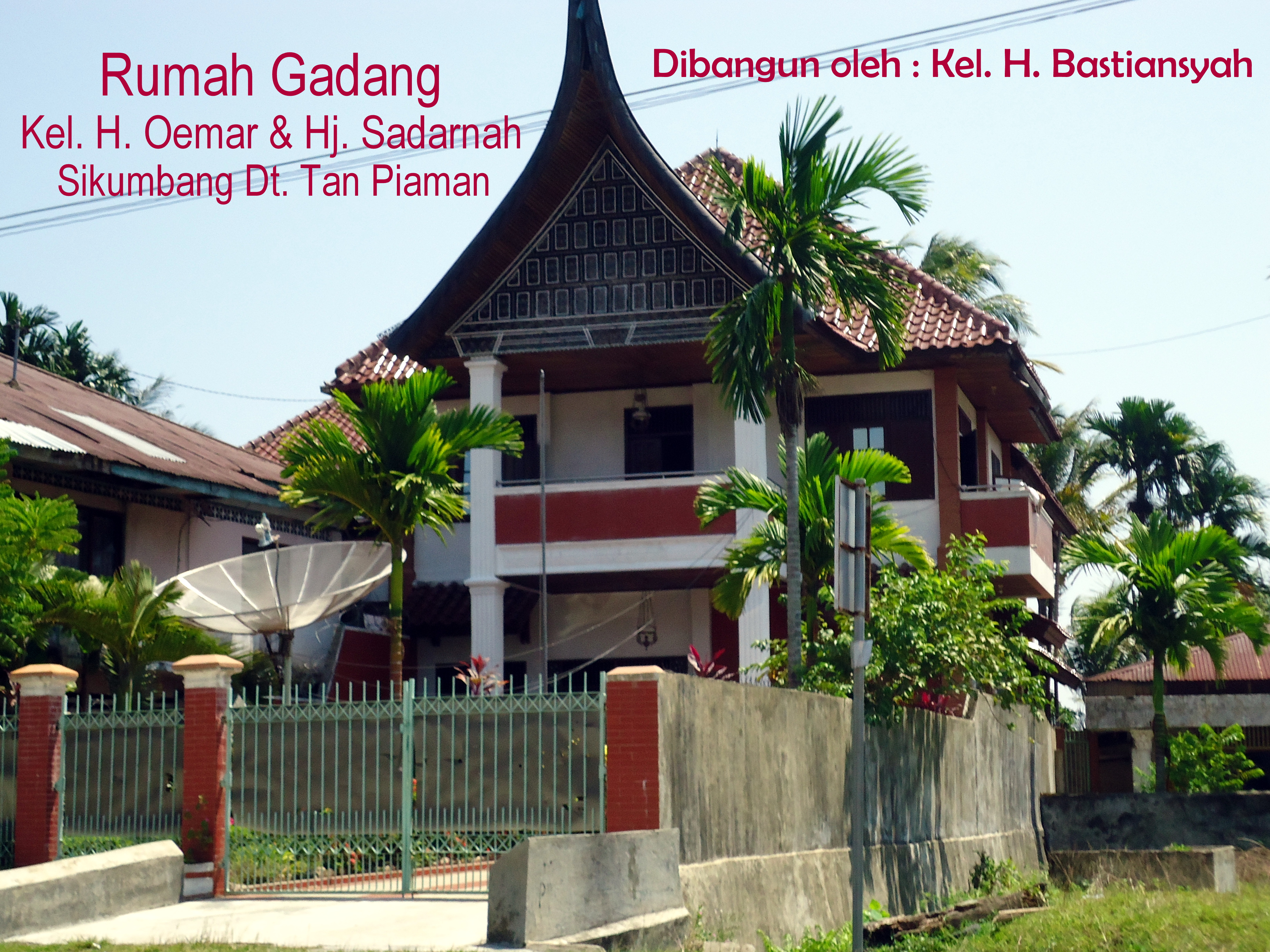
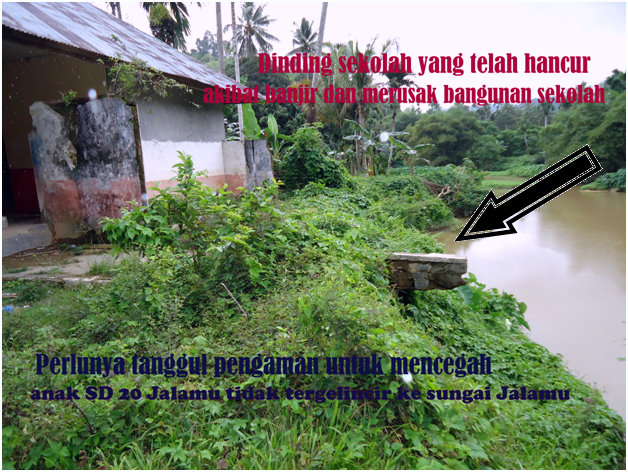